# Cristiano Marques Gomes
Cristiano Marques Gomes (Guarulhos, 3 juni 1977), kortweg Cris, is een voormalig Braziliaans profvoetballer. Na een korte periode als centrale verdediger voor de Turkse club Galatasaray SK waar hij geen indruk wist te maken, vertrok hij naar Grêmio . Eerder speelde hij voor Olympique Lyonnais, Corinthians, Cruzeiro, Bayer Leverkusen en het Braziliaans voetbalelftal, waarmee de harde verdediger in 2004 de Copa América won.

## Clubcarrière
Nadat Cris tijdens een voetbalwedstrijd in juni betrokken raakt bij een vechtpartij, riskeert hij een schorsing voor zes maanden. Tijdens de interland Frankrijk - Brazilië op 20 mei 2004, imponeert de harde verdediger door Thierry Henry met fysiek spel te bedwingen.
In augustus 2004, maakt Gomes de transfer naar Olympique Lyonnais voor een bedrag van 3 miljoen euro. Op 3 september 2012 maakt Cris de overstap naar Galatasaray. Het krachtige spel van Cris als dominante gezaghebber van de defensie, levert hem de bijnaam Le Policier (De Politieagent) op. Op 2 januari 2013 werd het contract van Cris in goed overleg ontbonden, dat maakte de Turkse topclub bekend op haar website. De Braziliaanse verdediger verbleef ongeveer 5 maanden in Istanbul en wist in 15 wedstrijden 1 keer het net te vinden. Op 3 januari 2013 tekende hij een contract voor 1 jaar bij de Braziliaanse club Gremio.

## Interlandcarrière
Cris speelde zijn eerste interland op 1 juli 2001 tegen Uruguay. Hij maakte deel uit van de selectie voor het WK voetbal 2006 maar hij heeft niet gespeeld. Tot 5 juni 2006 speelde Cris zestien interlands waarin hij altijd als verdediger fungeerde. In 2004 won hij met Brazilië de Copa America.
Voor zijn voetbalverdiensten in Brazilië kreeg hij bij de voetbalclub Cruzeiro de Zilveren Bal.
| Interlands van Cristiano Marques Gomes voor Brazilië | Interlands van Cristiano Marques Gomes voor Brazilië | Interlands van Cristiano Marques Gomes voor Brazilië | Interlands van Cristiano Marques Gomes voor Brazilië | Interlands van Cristiano Marques Gomes voor Brazilië | Interlands van Cristiano Marques Gomes voor Brazilië |
| №                                                    | Datum                                                | Wedstrijd                                            | Uitslag                                              | Competitie                                           | Goals                                                |
| ---------------------------------------------------- | ---------------------------------------------------- | ---------------------------------------------------- | ---------------------------------------------------- | ---------------------------------------------------- | ---------------------------------------------------- |
| 1                                                    | 01.07.2001                                           | Uruguay – Brazilië                                   | 1 – 0                                                | WK-kwalificatie                                      | 0                                                    |
| 2                                                    | 12.07.2001                                           | Brazilië – Mexico                                    | 0 – 1                                                | Copa América                                         | 0                                                    |
| 3                                                    | 15.07.2001                                           | Brazilië – Peru                                      | 2 – 0                                                | Copa América                                         | 0                                                    |
| 4                                                    | 18.07.2001                                           | Brazilië – Paraguay                                  | 3 – 1                                                | Copa América                                         | 0                                                    |
| 5                                                    | 23.07.2001                                           | Brazilië – Honduras                                  | 0 – 2                                                | Copa América                                         | 0                                                    |
| 6                                                    | 09.08.2001                                           | Brazilië – Panama                                    | 5 – 0                                                | Oefeninterland                                       | 0                                                    |
| 7                                                    | 16.08.2001                                           | Brazilië – Paraguay                                  | 2 – 0                                                | WK-kwalificatie                                      | 0                                                    |
| 8                                                    | 05.09.2001                                           | Argentinië – Brazilië                                | 2 – 1                                                | WK-kwalificatie                                      | 0                                                    |
| 9                                                    | 31.01.2002                                           | Brazilië – Bolivia                                   | 6 – 0                                                | Oefeninterland                                       | 0                                                    |
| 10                                                   | 06.02.2002                                           | Saoedi-Arabië – Brazilië                             | 0 – 1                                                | Oefeninterland                                       | 0                                                    |
| 11                                                   | 07.05.2002                                           | Brazilië – IJsland                                   | 6 – 1                                                | Oefeninterland                                       | 0                                                    |
| 12                                                   | 20.05.2004                                           | Frankrijk – Brazilië                                 | 0 – 0                                                | Oefeninterland                                       | 0                                                    |
| 13                                                   | 14.07.2004                                           | Brazilië – Paraguay                                  | 1 – 2                                                | Copa América                                         | 0                                                    |
| 14                                                   | 25.07.2004                                           | Argentinië – Brazilië                                | 2 – 2                                                | Copa América                                         | 0                                                    |
| 15                                                   | 18.08.2004                                           | Haïti – Brazilië                                     | 0 – 6                                                | Oefeninterland                                       | 0                                                    |
| 16                                                   | 01.03.2006                                           | Rusland – Brazilië                                   | 0 – 1                                                | Oefeninterland                                       | 0                                                    |
| 17                                                   | 17.11.2009                                           | Oman – Brazilië                                      | 0 – 2                                                | Oefeninterland                                       | 0                                                    |

1 Júlio César ·
2 Mancini ·
3 Luisão ·
4 Juan ·
5 Renato ·
6 Gustavo Nery ·
7 Adriano ·
8 Kléberson ·
9 Luís Fabiano ·
10 Alex ·
11 Edu ·
12 Fábio ·
13 Maicon ·
14 Bordon ·
15 Cris ·
16 Dudu Cearense ·
17 Adriano C. ·
18 Júlio Baptista ·
19 Diego ·
20 Felipe ·
19 Ricardo Oliveira ·
20 Vágner Love ·
Coach: Parreira
1 Dida ·
2 Cafú  ·
3 Lúcio ·
4 Juan ·
5 Emerson ·
6 Roberto Carlos ·
7 Adriano ·
8 Kaká ·
9 Ronaldo ·
10 Ronaldinho ·
11 Zé Roberto ·
12 Rogério Ceni ·
13 Cicinho ·
14 Luisão ·
15 Cris ·
16 Gilberto Melo ·
17 Gilberto Silva ·
18 Mineiro ·
19 Juninho Pernambucano ·
20 Ricardinho ·
21 Fred ·
22 Júlio César ·
23 Robinho ·
Coach: Parreira